# Cosmopterix schouteni
Cosmopterix schouteni là một loài bướm đêm thuộc họ Cosmopterigidae. Loài này có ở Argentina (Jujuy).
Cá thể trưởng thành được ghi nhận vào tháng 1.